# Подвійна гра
«Подвійна гра» (англ. Duplicity) — американський романтичний комедійний фільм про шпигунів, що вийшов у 2009 році. Режисером кінострічки є Тоні Гілрой. У головних ролях знялися Джулія Робертс і Клайв Оуен.
Прем'єра кінофільму відбулася в Лондоні 10 березня 2009 року, в Нью-Йорку - 16 березня. В Україні фільм вперше було показано 26 березня 2009 року.

## Сюжет
Головні герої фільму — Рей Коваль (агент розвідки) та Клер Стенвік (агент ЦРУ). Вперше вони зустрілися в американському консульстві в Дубаї на святкуванні дня незалежності США. Після знайомства вони разом провели ніч, проте Клер напоїла Рея таблетками й забрала з його номера в готелі важливі документи.
Через деякий час Рей і Клер знову зустрілися в Римі. Там вони три доби провели в готельному номері. Зрештою, закохані вирішили, що їм вистачить 5 млн доларів, щоб залишити свою службу й жити щасливо разом. Тож, вони стали чекати на успішну справу, на якій могли б заробити такі гроші.
За кілька років така нагода їм була надана: Рей і Клер вирішили нажитися на двох американський компаніях. Одна з них винайшла унікальний засіб, що відновлює волосся на голові лисих чоловіків, тож, робила все можливе, щоб зберегти це в таємниці. Друга ж намагалася дізнатися про винахід першої. Рей і Клер влаштувалися в ці дві компанії. 
Головним героям було дуже важко довіряти один одному, адже вони професійні шпигуни. Та врешті-решт, кохання перемагає професійні навички. Клер доставила таємну формулу винаходу від облисіння компанії, в якій працював Рей. За це вони мали отримати бажані гроші для свого успішного майбутнього. Та Рей зробив копію формули собі, його задум розкрили й він не отримав грошей.
Та в закоханих залишився ще один спосіб отримати гроші — продати цю формулу в Німеччині. На жаль, в компанії, де працювала Клер, давно здогадалися про її почуття до працівника ворогуючої компанії, тому їй навмисно підкинули формулу звичайного крему. Грошей вони не отримали, проте, залишилися разом.

## Касові збори
У США кінострічка отримала  $40,572,825, за кордоном — $37,573,827 (загалом — $78,146,652).

## Кінокритика
На сайті Rotten Tomatoes кінофільм отримав 64% (110 схвальних відгуків і 61 несхвальний).
На сайті Metacritic оцінка фільму становить 69.

## Нагороди
Фільм було номіновано на Золотий глобус за найкращу жіночу роль (Джулія Робертс).